# 山本晴三
山本 晴三（やまもと せいぞう、1948年4月6日 - ）は、大阪府枚方市出身の元プロ野球選手（外野手）、コーチ。

## 来歴・人物
小野高から大阪商業大学に進学。関西六大学野球リーグでは優勝に届かず、下部リーグへの陥落も経験。
1970年にドラフト外で南海ホークスに入団。1年目の1971年から一軍に上がり、1972年には8月から外野手として3試合に先発出場。同年のジュニアオールスターにも選出される。
1973年オフに自由契約となり、阪神タイガースに移籍。移籍1年目の1974年には、主に左翼手として6試合に先発。二番打者としても3試合に起用される。しかし打撃面で実績を残せず、同年限りで現役を引退。
引退後は、スコアラーを経て、大阪体育大学で聴講生として学び、1982年からトレーニングコーチになる。以後1996年まで務めた。1997年からはフロント入りしている。現在は、阪神の寮である虎風荘の寮長を務めている。

## 詳細情報

### 年度別打撃成績
| 年 度     | 球 団     | 試 合 | 打 席 | 打 数 | 得 点 | 安 打 | 二 塁 打 | 三 塁 打 | 本 塁 打 | 塁 打 | 打 点 | 盗 塁 | 盗 塁 死 | 犠 打 | 犠 飛 | 四 球 | 敬 遠 | 死 球 | 三 振 | 併 殺 打 | 打 率 | 出 塁 率 | 長 打 率 | O P S |
| --------- | --------- | ----- | ----- | ----- | ----- | ----- | -------- | -------- | -------- | ----- | ----- | ----- | -------- | ----- | ----- | ----- | ----- | ----- | ----- | -------- | ----- | -------- | -------- | ----- |
| 1971      | 南海      | 4     | 2     | 1     | 1     | 0     | 0        | 0        | 0        | 0     | 0     | 1     | 0        | 0     | 0     | 1     | 0     | 0     | 0     | 0        | .000  | .500     | .000     | .500  |
| 1972      | 南海      | 5     | 7     | 6     | 0     | 0     | 0        | 0        | 0        | 0     | 0     | 0     | 0        | 0     | 0     | 1     | 0     | 0     | 2     | 0        | .000  | .143     | .000     | .143  |
| 1974      | 阪神      | 39    | 44    | 41    | 8     | 8     | 1        | 0        | 0        | 9     | 1     | 1     | 0        | 0     | 0     | 2     | 0     | 1     | 7     | 2        | .195  | .250     | .220     | .470  |
| 通算：3年 | 通算：3年 | 48    | 53    | 48    | 9     | 8     | 1        | 0        | 0        | 9     | 1     | 2     | 0        | 0     | 0     | 4     | 0     | 1     | 9     | 2        | .167  | .245     | .188     | .433  |

### 背番号
- 58 （1971年 - 1974年）
- 90 （1982年 - 1983年）
- 89 （1984年 - 1987年）
- 78 （1988年）
- 91 （1989年）
- 82 （1990年 - 1996年）